# Charikar
Charikar (persană چاریکار) este un oraș din Afganistan.